# Claude Lemaire
Claude Lemaire (21 février 1921 - 5 février 2004) est un entomologiste français, qui
était spécialisé dans les lépidoptères Saturniidae.

## Études
- Diplôme d'Études Supérieures de Droit civil de la Faculté de Droit de Paris
- Diplôme d'Études Supérieures d'Économie politique de la Faculté de Droit de Paris
- Doctorat en Droit
- Doctorat de l'Université de Paris (mention Sciences)

## Activités professionnelles
- 1949-1956 : Banque. Chef de contentieux
- 1957-1959 : Commissaire priseur à Drouot (Paris)

## Activités entomologiques

### Publications
Claude Lemaire publia une centaine de travaux entomologiques

### Récompenses
Il est président de la Société entomologique de France en 1972, président de l'Association for Tropical Lepidoptera en 1992 et deux fois vice-président de la Lepidopterist's Society.
Il reçoit les prix Constant (1971) et Réaumur (2003) de la Société entomologique de France. En 1999 il obtient la médaille Karl Jordan de la Lepidopterist's Society.

### Genres, espèces et variétés décrits
Dans leur nécrologie, Naumann, Brosch & Nässig, citent 319 taxa décrits directement par lui ou en collaboration avec d'autres auteurs. Une autre liste référence 335 taxa.

### Genres
10 genres sont attribués à Claude Lemaire :
- Arias Lemaire, 1995
- Automeropsis Lemaire, 1969
- Citheronioides Lemaire, 1988
- Erythromeris Lemaire, 1969
- Gamelioides Lemaire, 1988
- Hyperchirioides Lemaire, 1981
- Hypermerina Lemaire, 1969
- Leucanella Lemaire, 1969
- Mielkesia Lemaire, 1988
- Pseudautomeris Lemaire, 1967